# Hylte (Gemeinde)
Koordinaten: 57° 0′ N, 13° 15′ O

Hylte ist eine Gemeinde (schwedisch kommun) in der schwedischen Provinz Hallands län und den historischen Provinzen Halland und Småland. Der Hauptort der Gemeinde ist Hyltebruk.

## Geschichte
Die erste Gemeinde mit dem Namen Hylte entstand 1952, als die durch die Gemeindereform zustande gekommene Zusammenlegung von fünf Kirchspielen (socken) die Großgemeinde Hylte entstand. Gleichzeitig wurden die Großgemeinden Unnaryd in Jönköpings län und die Landgemeinde Torup in Hallands län gebildet. Diese drei Gemeinden wurden schließlich 1974 zusammengelegt, um Teile der Gemeinde Ljungby erweitert und Hallands län zugeschlagen.

## Orte
- Hyltebruk, Hauptort (Småland)
- Brännögård (Halland)
- Drängsered (Halland)
- Jälluntofta (Halland)
- Kinnared (Halland)
- Landeryd (Småland)
- Långaryd (Småland)
- Nyby (Halland)
- Rydöbruk (Halland)
- Torup (Halland)
- Unnaryd (Småland)

## Persönlichkeiten
- Anna-Karin Hatt (* 1972), Politikerin
- Jennie Nilsson (* 1972), Politikerin
- Hans Simonsson (* 1962), Tennisspieler